# شهرستان کارگیلیک
شهرستان کارگیلیک (به اویغوری: قاغىلىق ناھىيىسى) و یا شهرستان یاچنگ (به چینی: 叶城县، به پین‌یین: Yèchéng Xiàn) یک واحد تقسیماتی در چین است که در ولایت کاشغر واقع شده‌است.

## جمعیت
| ترکیب قومیتی شهرستان کارگیلیک | ترکیب قومیتی شهرستان کارگیلیک | ترکیب قومیتی شهرستان کارگیلیک | ترکیب قومیتی شهرستان کارگیلیک | ترکیب قومیتی شهرستان کارگیلیک |
| ----------------------------- | ----------------------------- | ----------------------------- | ----------------------------- | ----------------------------- |
| قومیت                         | قومیت                         |                               | درصد                          | درصد                          |
| اویغور                        | اویغور                        |                               | ۹۵٫۱٪                         | ۹۵٫۱٪                         |
| هان                           | هان                           |                               | ۳٫۸٪                          | ۳٫۸٪                          |
| تاجیک                         | تاجیک                         |                               | ۰٫۴٪                          | ۰٫۴٪                          |
| ازبک                          | ازبک                          |                               | ۰٫۲٪                          | ۰٫۲٪                          |
| قرقیز                         | قرقیز                         |                               | ۰٫۲٪                          | ۰٫۲٪                          |
| هوئی                          | هوئی                          |                               | ۰٫۲٪                          | ۰٫۲٪                          |
| سایر                          | سایر                          |                               | ۰٫۱٪                          | ۰٫۱٪                          |
| منبع سرشماری جمعیت :          |                               |                               |                               |                               |

## تاریخچه
ولایت مدرن کاشغر، در سال ۱۹۱۳ میلادی، دومین سال حاکمیت جمهوری چین تشکیل شد. ولایت کاشغر در آن زمان شامل اراضی امروزی این ولایت، علاوه بر ولایت ختن و ولایت خودمختار قزل‌سو قرقیز (بجز شهرستان آقچی) بود. ولایت کاشغر شامل ۱۲ شهرستان بود، منجمله شهرستان کارگیلیک.
در سال ۱۹۲۰ میلادی، ولایت ختن، شامل شهر (در سطح شهرستان) ختن، و ۶ شهرستان، منجمله شهرستان کارگیلیک تاسیس شد.
در سالهای ۱۹۳۳ و ۱۹۳۴ میلادی، در منطقهٔ کاشغر که در آن زمان شامل ولایت خودمختار قزل‌سو نیز می‌شد، در طی شورشی علیه حکومت استانی وفادار به جمهوری چین، کشور جدیدی به طول دو سال با نام جمهوری اسلامی ترکستان شرقی اعلام شده بود. در منطقهٔ ختن نیز، کشوری با نام «امارت اسلامی ختن» اعلام شد.
در سال ۱۹۴۳، شهرستان کارگیلیک از ولایت ختن با سه شهرستان پوسکام، ماکیت، و یارکند از ولایت کاشغر ترکیب شده و ولایت یارکند تاسیس شد.
بین سالهای ۱۹۵۴ و ۱۹۵۶ میلادی، «ولایت خودمختار جنوب سین‌کیانگ» (مشابه ولایت خودمختار ایلی قزاق) با تحت مدیریت داشتن ولایات کاشغر، یارکند، آق‌سو، ختن، و ولایت خودمختار قزل‌سو قرقیز ایجاد شد. بین سال‌های ۱۹۵۵ و ۱۹۵۶، ولایت کاشغر منحل شده، و شهرستان‌های آن، تحت تابعیت مستقیم «ولایت خودمختار جنوب سین‌کیانگ» قرار گرفت.
در سال ۱۹۵۶، «ولایت خودمختار جنوب سین‌کیانگ» منحل شد. در این سال، ولایت کاشغر باز دوباره تاسیس شد. در همین سال، ولایت یارکند نیز منحل شده و ۴ شهرستان آن به ولایت کاشغر پیوستند.
از آن تاریخ به بعد، شهرستان کارگیلیک تابع ولایت کاشغر می‌باشد. اما، از جمله میراث دورانی که کارگیلیک تابع ولایت ختن بوده، امروزه کد پیشوند پلاک خودروهای این شهرستان می باشد. در حالی که کد پیشوند ولایت کاشغر 新Q می باشد، اما کد پیشوند شهرستان کارگیلیک، مانند شهرستان‌های تابع ولایت ختن، 新R است.